# Liste des gouverneurs actuels des départements du Paraguay
 (août 2023).
Cette page dresse la liste des gouverneurs actuels des 18 départements du Paraguay. Il y a 17 départements au sens strict + le district de la capitale, qui est une municipalité autonome, dirigé par un intendant qui est de fait le maire de la capitale.

## Gouverneurs
| Département                        | Nom                          | Depuis (le)      |
| ---------------------------------- | ---------------------------- | ---------------- |
| Alto Paraguay                      | Marlene Ocampos              | 16 août 2013     |
| Alto Parana                        | Justo Aricio Zacarías Irún   | 16 août 2013     |
| Amambay                            | Pedro González Ramírez       | 16 août 2013     |
| Asuncion (district de la capitale) | Mario Ferreiro               | 15 novembre 2015 |
| Boquerón                           | Edwin Pauls Friesen          | 16 août 2013     |
| Caaguazú                           | Mario Varela                 | 16 août 2013     |
| Caazapá                            | Avelino Dávalos Estigarribia | 16 août 2013     |
| Canindeyú                          | Alfonso Noria Duarte         | 16 août 2013     |
| Central                            | Blas Lanzoni Achinelli       | 16 août 2013     |
| Concepción                         | Luis Adolfo Urbieta Cáceres  | 16 août 2013     |
| Cordillera                         | Carlos María López López     | 16 août 2013     |
| Guairá                             | Óscar Chávez                 | 17 mai 2017      |
| Itapúa                             | Luis Gneiting                | 15 août 2013     |
| Misiones                           | Derlis Hernán Maidana Zarza  | 16 août 2013     |
| Ñeembucú                           | Carlos Francisco Silva       | 16 août 2013     |
| Paraguarí                          | Miguel Jorge Cuevas          | 16 août 2013     |
| Presidente Hayes                   | Antonio Saldívar             | 5 mars 2016      |
| San Pedro                          | Vicente Rodríguez Arévalos   | 16 août 2013     |